# الجمعية الرياضية النسائية بقفصة
الجمعية الرياضية النسائية بقفصة، هو فريق تونسي لكرة قدم النسائية تأسس عام 2006 في مدينة قفصة، ولاية قفصة، يلعب هذا الفريق في الرابطة التونسية المحترفة لكرة القدم للسيدات في موسم 2021–22.

## سجل ألقاب النادي
- كأس تونس  (1) : 2019.

## وصلات خارجية
- صفحة الجمعية الرياضية النسائية بقفصة على موقع كوووة.
- الموقع الرسمي للجامعة التونسية لكرة القدم.